# Norrtälje

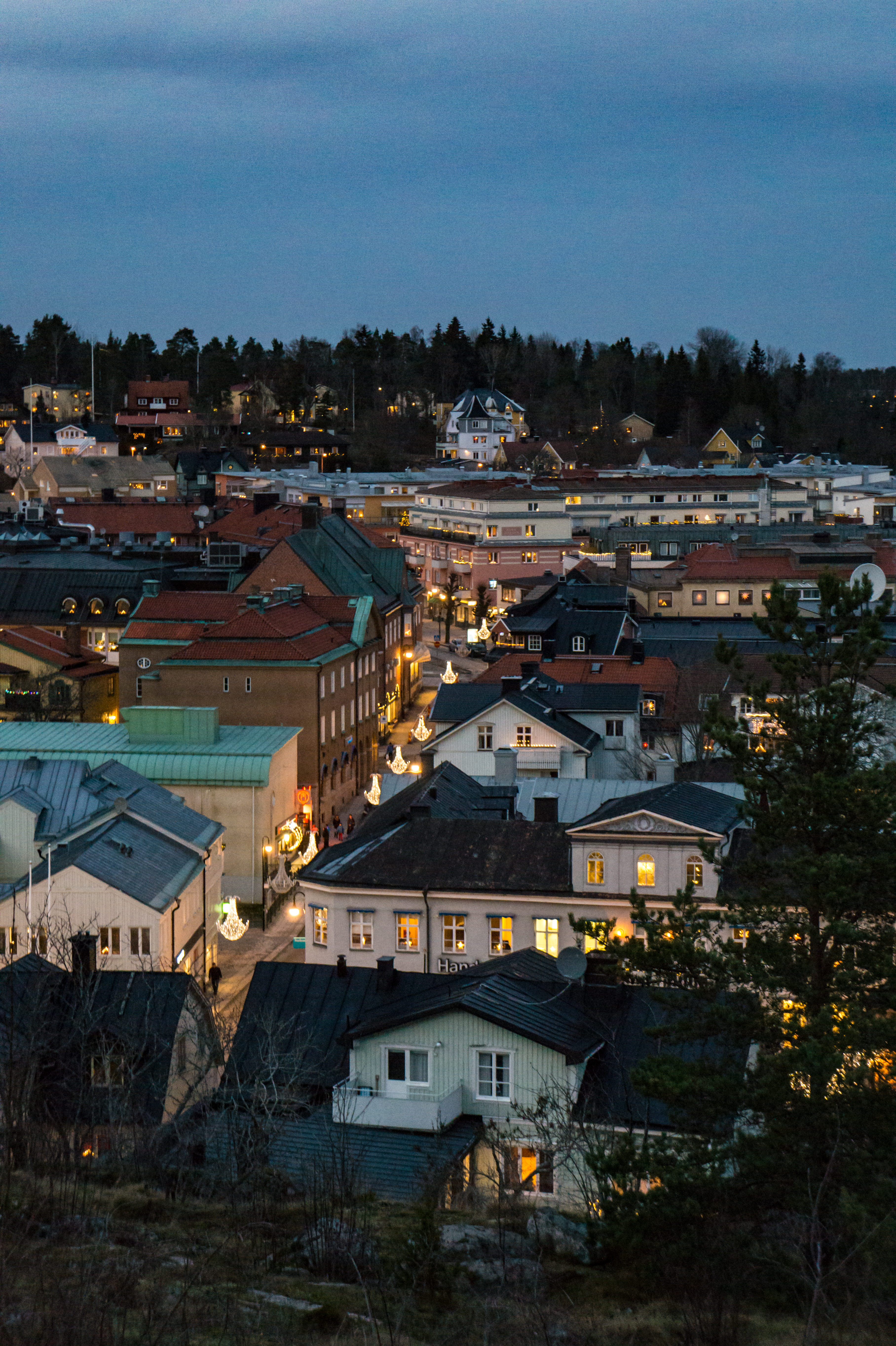
Teilansicht des Stadtzentrums, 2016, aus der Vogelperspektive

Norrtälje ist eine Stadt in der schwedischen Provinz Stockholms län und der historischen Provinz Uppland.

## Lage und Beschreibung
Die Stadt an der Ostsee liegt etwa 68 Kilometer nördlich von Stockholm und ist Hauptort der gleichnamigen Gemeinde.
Norrtälje verfügt über gut erhaltene Industrieanlagen, deren Geschichte im Pythagoras Mechanical Workshop Museum in den Räumlichkeiten einer ehemaligen Glühlampenfabrik dargestellt ist.
Mehrere Museen außer dem oben genannten Pythagoras Museum wie das Norrtälje museum, konsthall, das Rosslagsmuseet oder das Luftfahrtmuseum Norrtälje zeigen die abwechslungsreiche Geschichte des Ortes. Erwähnenswert ist auch, dass es in Norrtälje eine der größten und modernsten Haftanstalten Schwedens, Norrtäljeanstalten, gibt.
Auf der Gemarkung Norrtäljes befindet sich unter anderem die Ferienregion Barnens Ö.

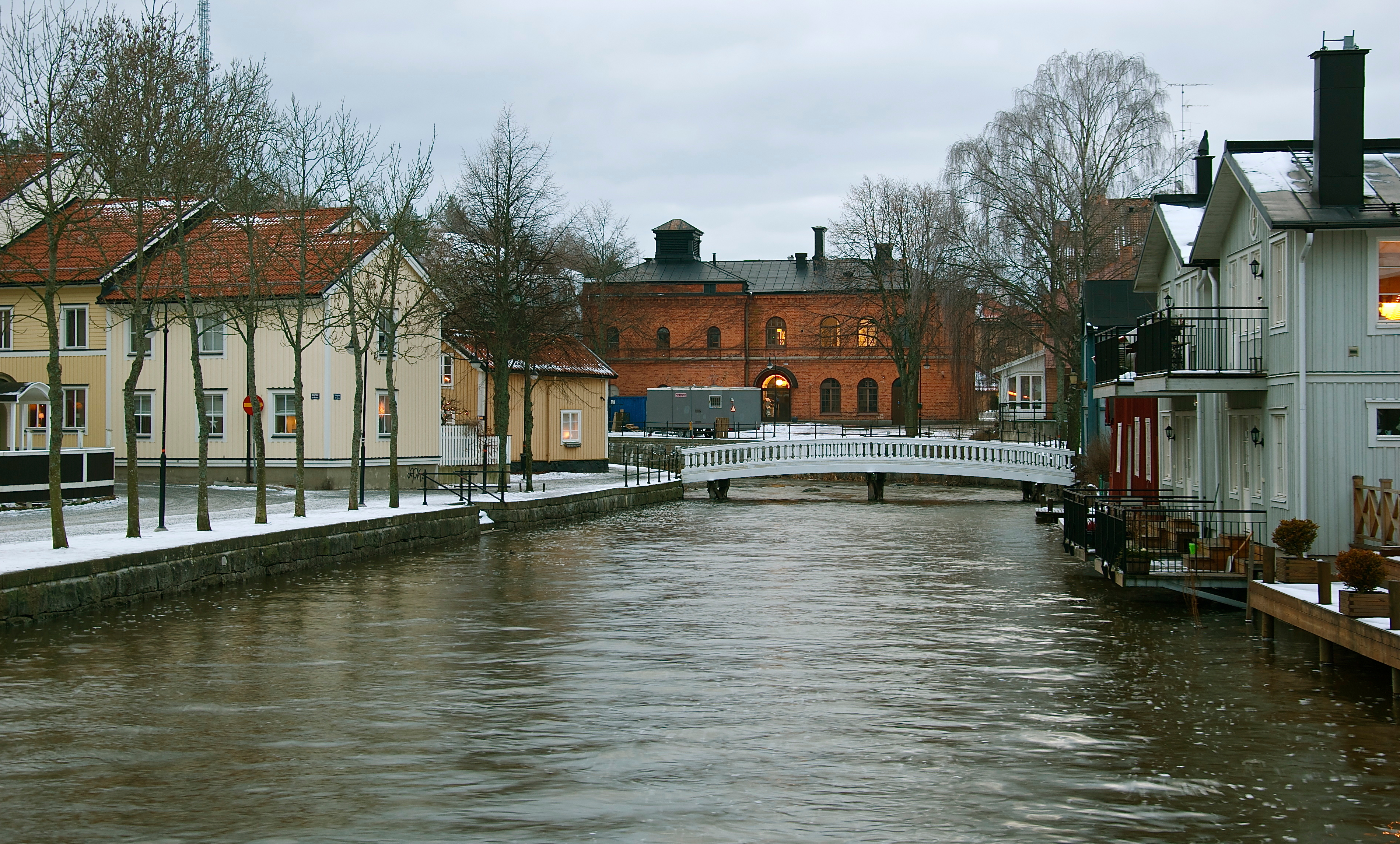
Norrtäljeån (Norrtälje-Au)
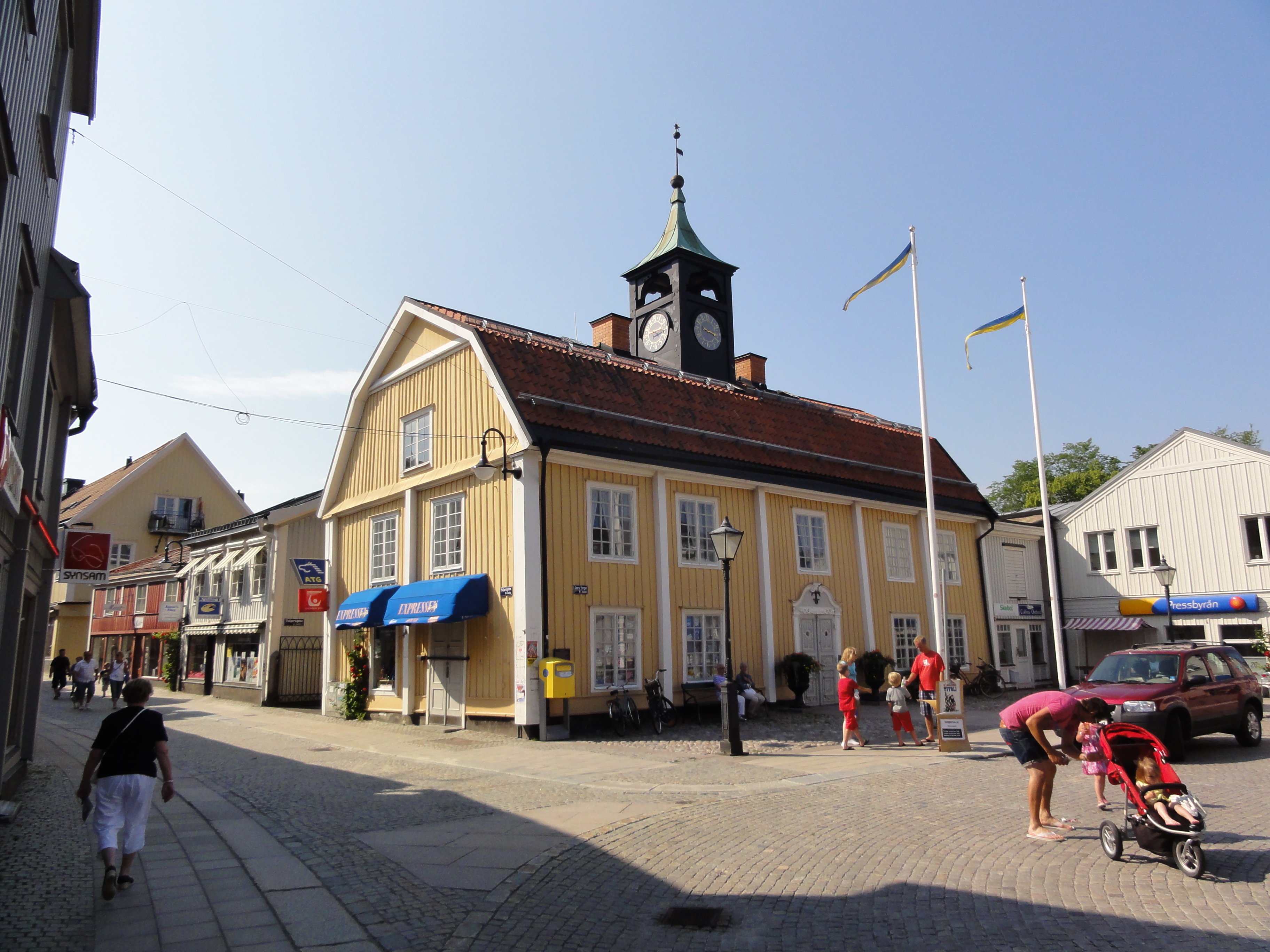
Rathaus
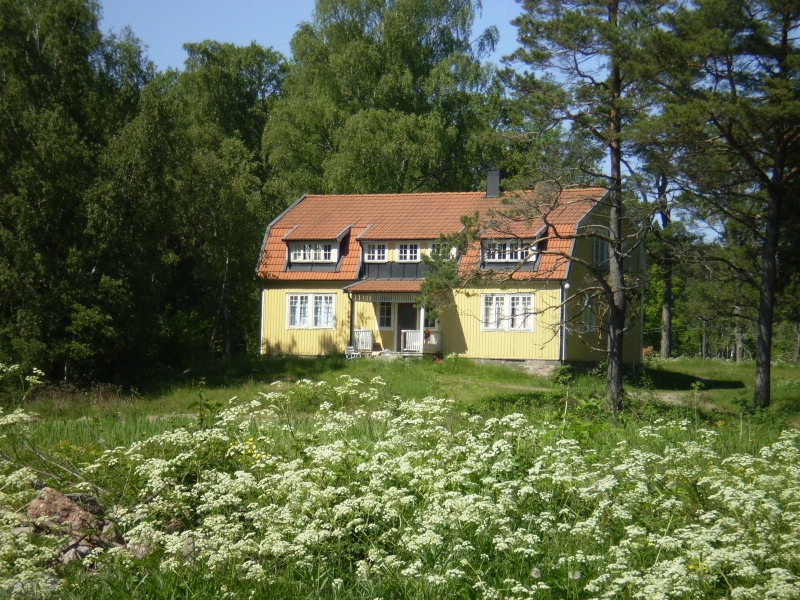
Strandvillan, ein Wohngebäude von Parkudden, Barnens Ö
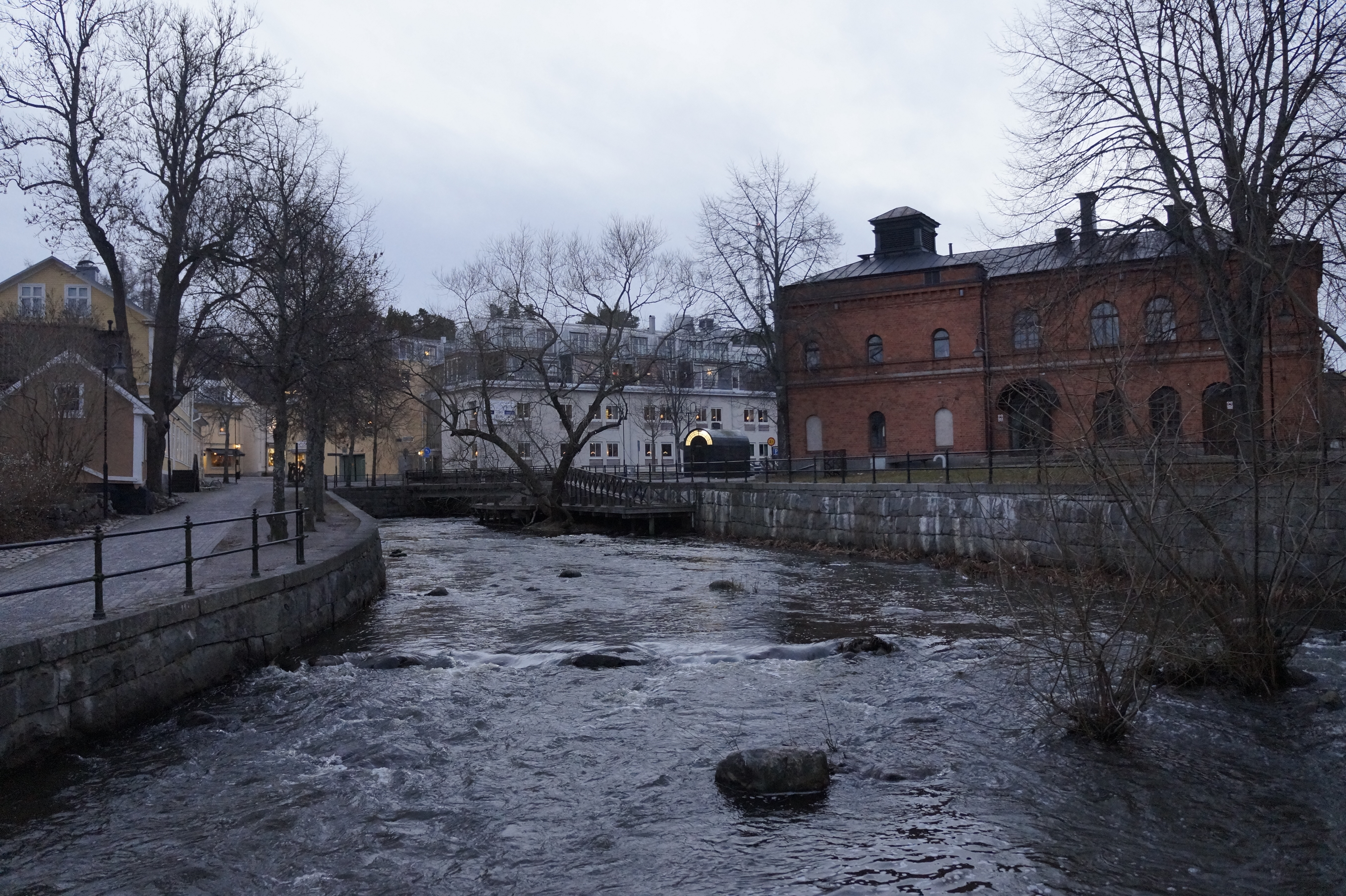
Norrtäljeån, 2016
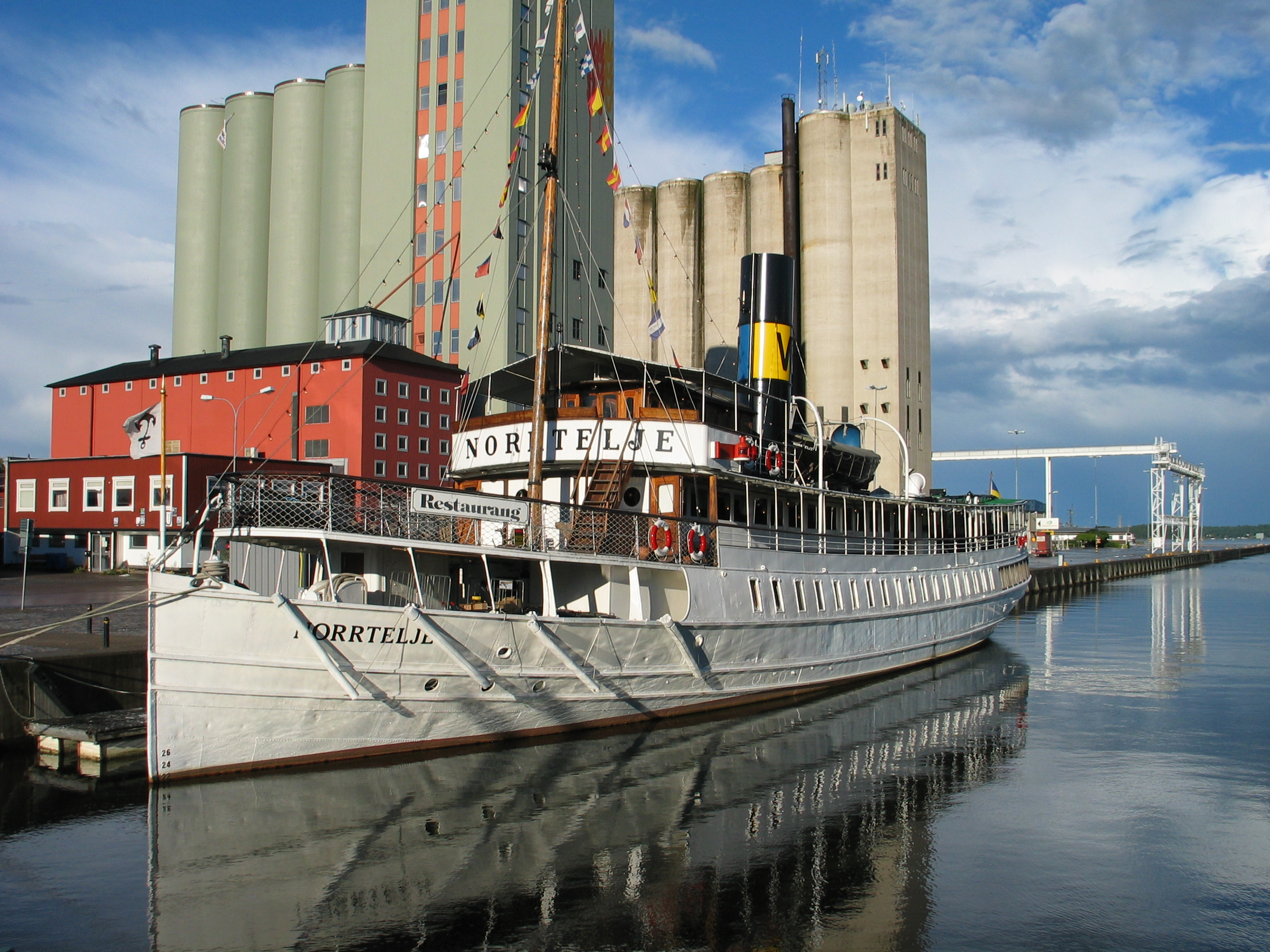
S/S Norrtelje im Hafen
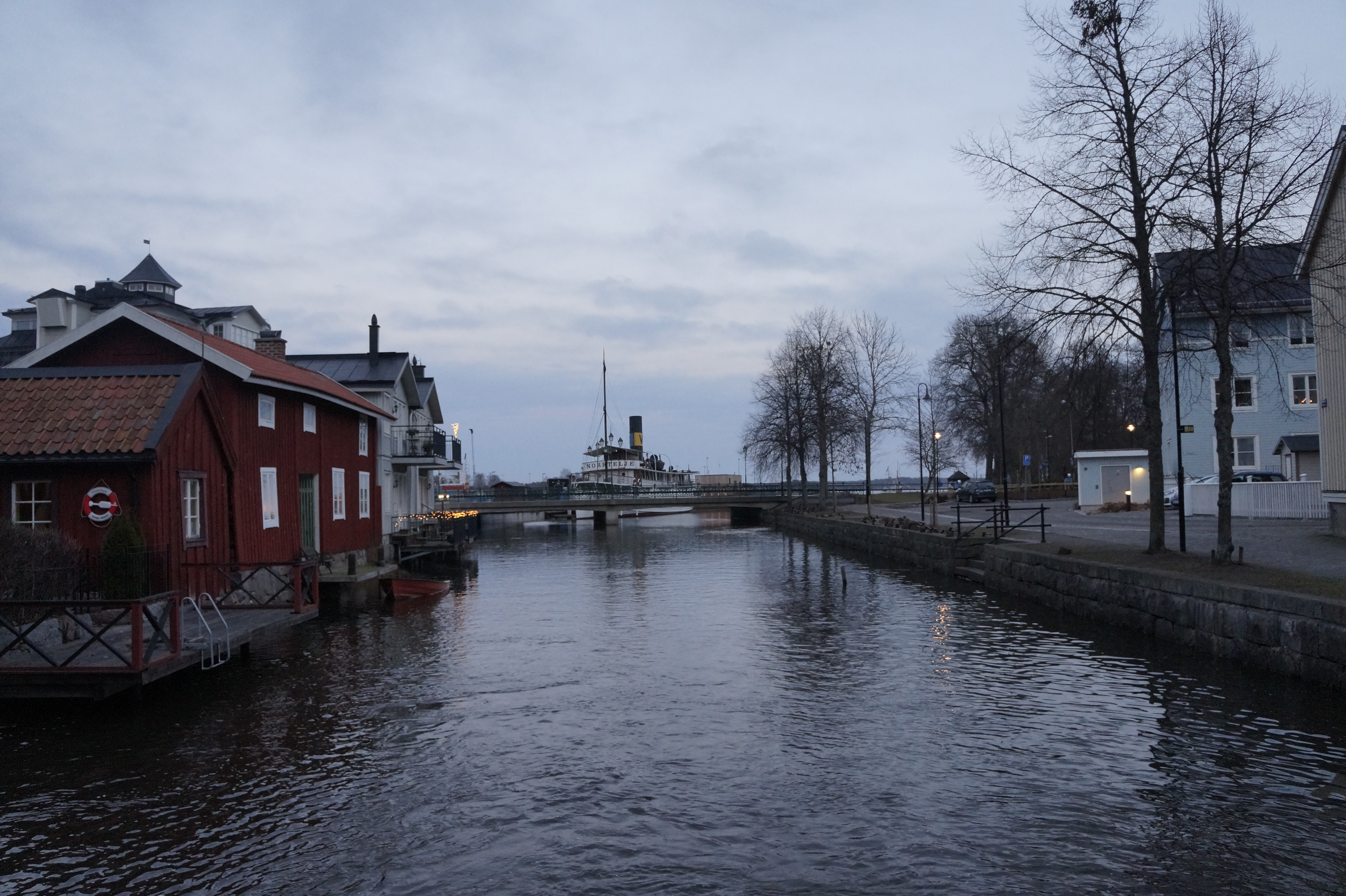
Norrtäljeån-Hafen, 2016

## Geschichte

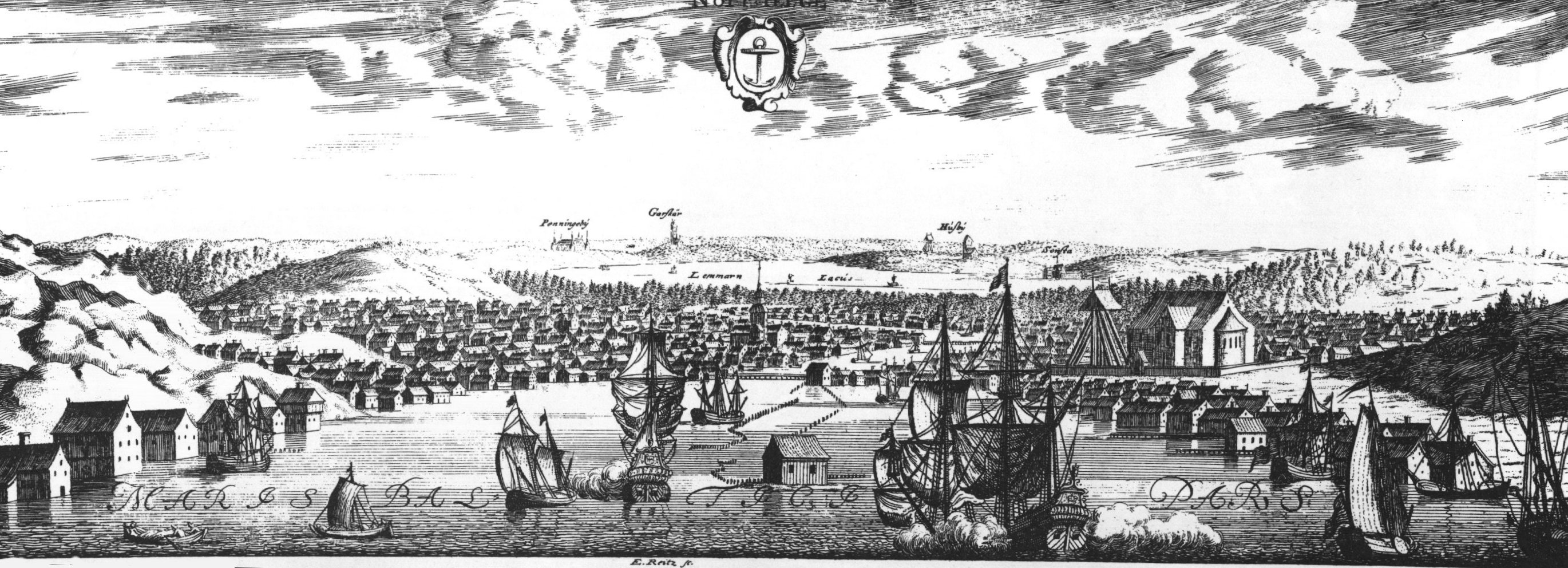
Norrtälje zwischen 1690 und 1710

In der Stadt Norrtälje wurden bei sukzessiven Baumaßnahmen häufig Reste früherer Bauten gefunden, die auf eine erste Besiedlung in der Eisenzeit hindeuten. Zuerst entstanden die Dörfer Nordrona, Solbacka und Knutby, in denen die Bewohner Burganlagen zu Verteidigungszwecken errichteten. Die jüngere Geschichte geht auf das Jahr 1219 zurück, als der Ort zum ersten Mal als Tälje erwähnt wurde. Zur Unterscheidung weiterer Siedlungen bürgerte sich die Bezeichnung Norrtälje ein, um sie von Södertälje zu unterscheiden.
Urkundlich ist die Gründung des Ortes 1622 durch Gustav II. Adolf belegt, ebenso wie mehrere andere Städte nach dem Ausbruch des Dreißigjährigen Krieges. Die Stadt gab sich mit der Charta ein erstes Wappen, das einen umgekehrten Anker darstellt. 1719 wurden große Teile des Stadtzentrums während der russischen Besetzung (1719–1721) geplündert und niedergebrannt. Die Bewohner bauten ihre Wohnhäuser wieder auf, ebenso die Steinkirche (1726 fertiggestellt), und das Rathaus (1730).

## Verkehr
Mit der Lage an der Ostsee entstand bereits in früheren Jahrhunderten reger Schiffsverkehr (Gütertransporte, Fischereiwesen) und damit ein größerer Hafen.
In den 1880er Jahren erhielt Norrtälje einen Anschluss an die Schmalspurbahn Roslagsbanan, der bis 1969 benutzt wurde. Seit den 1970er Jahren wird der öffentliche Verkehr von Bussen des öffentlichen Verkehrssystems in Stockholm durchgeführt.

## Söhne und Töchter der Stadt
- Peter Åslin (1962–2012), Eishockeytorwart
- Eddie Läck (* 1988), Eishockeytorwart
- Jimmy Samuelsson (* 1976), Ringer
- Jerry Tollbring (* 1995), Handballspieler
- Månegarm, Folk-/Viking-Metal-Band